# Ellen Nyström
Ellen Nyström, född 15 september 1993 i Luleå, är en svensk basketspelare (point guard, ibland också small forward och power forward) i Luleå Basket. Hon är 183 cm lång och har representerat Sverige i landslagssammanhang sedan hon fyllde 16 år (U18).

## Biografi
Ellen Nyström är uppvuxen i en basketfamilj där både mamma Lena och pappa Leif spelade basket liksom hennes två äldre syskon. 
Nyströms moderklubb är Höken Basket (Luleå) och hon gick basketgymnasiet i Luleå (Riksidrottsgymnaiet), där hennes bror Gustav (f. 1989) hade gått ett par år innan. Efter att ha spelat med dubbellicens i Northland Basket/Luleå Basket i några år, flyttade hon till Colorado och började studera på Colorado State University och spela för collegelaget Colorado State Rams (NCAA). Hon är den av Colorado States spelare som gjort flest assist (584), totalt nionde flest poäng (1 456) och totalt tredje flest returer (877) i lagets historia. År 2014 skrev hon in sig i Colorado States historieböcker då hon blev den första spelaren någonsin på hennes college, på både dam- och herrsidan, att göra en så kallad triple-double när CSU besegrade San José State med 101-60; det vill säga tvåsiffriga antal på poäng, returer och assister (11 poäng, 14 returer och 10 assister).
Nyström tog examen i Business marketing vid CSU 2017, och när hon inte draftades av WNBA 2017 flyttade hon till spanska LFB-klubben (Liga Femenina de Baloncesto, spanska damligan i basket) IDK Gipuzkoa Donosti Basket från staden Donostia i Baskien och spelade där till 2020.

## Lag
- –2011: Höken Basket, Luleå, Sverige
- 2011–2013: Luleå Basket (Northland Basket) (Damligan), Luleå, Sverige
- 2013–2017 CSU Colorado State Rams (NCAA), Colorado, USA
- 2017–2020: IDK Gipuzkoa Donosti Basket, Baskien, Spanien
- 2020—: Luleå Basket (Damligan), Luleå, Sverige

## Meriter
- 2012: Svenska Damligan, finalist
- 2004: All-MWC Co-Freshman of the Year
- 2016: All-MWC Player of the Year
- 2017: All-MWC Player of the Year
- 2011: Swedish 3x3 Women Team for Youth Olympic Games in Italy
- 2012: Swedish U20 National Team
- 2013: Swedish U20 National Team
- 2014: Triple-Double mot San José State